# Sigfried Uiberreither
 (avril 2024).
Si vous disposez d'ouvrages ou d'articles de référence ou si vous connaissez des sites web de qualité traitant du thème abordé ici, merci de compléter l'article en donnant les références utiles à sa vérifiabilité et en les liant à la section « Notes et références ».
Sigfried Josef Uiberreither (né le 29 mars 1908 à Salzbourg, mort le 29 décembre 1984 à Sindelfingen) est un juriste autrichien et un haut fonctionnaire et SA Obergruppenführer lors du Troisième Reich. Il fut entre autres Gauleiter, Reichsstatthalter et commissaire de la Défense du Reich en Styrie et, à ce titre, est responsable de nombreux crimes nazis et du maintien du régime nazi.

## Biographie

### Enfance
Siegfried Überreiter naît à Elisabeth-Vorstadt, dans la maison de la Jahnstrasse 12. Il est le fils de l'ingénieur fonctionnaire Josef Überreiter, sa mère est son épouse Marianne Prem, la fille de l'aubergiste messager Prem à Sankt Johann im Pongau. En 1924, Überreiter rejoint le Schilljugend, une organisation pionnière des Jeunesses hitlériennes. Après la maturité à Salzbourg, il étudie le droit à l'université de Graz et obtient son doctorat en 1933. À Graz, il rejoint la société étudiante nationaliste allemande Cheruskia et le bataillon étudiant de Styrie, puis un groupe paramilitaire. En 1933, il fait changer l'orthographe de son nom de famille en Uiberreither. En plus de ses études, il travaille temporairement comme ouvrier du bâtiment. À partir de 1930, il est secrétaire de la caisse d'assurance maladie agricole de Graz.

### Nazisme
En 1931, il rejoint la Sturmabteilung, où il est nommé Gruppenführer, alors que les organisations nazies sont interdites en Autriche en 1934. Après l'annexion de l'Autriche en 1938, il devient d'abord directeur par intérim de la police de Graz. Il rejoint le NSDAP le 1er mai 1938 (numéro de membre 6 102 560). Après l'occupation de l’Autriche, les dirigeants nazis ont l'intention de faire du Reichsgau de Styrie une région modèle au sud-est du Troisième Reich. La sélection du Gauleiter revêt donc une importance particulière. On ne fait pas confiance au Gauleiter de l'époque illégale du NSDAP, Sepp Helfrich, ni aux autres Alter Kämpfer pour accomplir cette tâche. Uiberreither est nommé Gauleiter par Hitler à compter du 22 mai 1938, dans l'espoir de devenir le "Grenzgauleiter fort" qu'il souhaite. Le 9 juin 1938, il devient également Landeshauptmann. La même année, il est nommé chef de brigade SA pour la Styrie centrale. En 1939, il épouse Käte (1918-2012), la fille du scientifique Alfred Wegener. En 1939-1940, il effectue son service militaire en tant que chasseur montagnard et participe à l'occupation de la Norvège. En avril 1940, il est démis de ses fonctions de lieutenant de la Wehrmacht.
Entre 1938 et fin 1939, les quelque 3 000 Juifs qui vivent dans la région de Styrie sont chassés du pays par l'aryanisation, la persécution, la terreur, la destruction de leurs synagogues et de leurs salles de cérémonie et la confiscation de leurs biens.
Le 31 mars 1940, le mandat de gouverneur d'Uiberreither expire, car la Styrie est devenue un Reichsgau. Il devient Reichsstatthalter de Styrie. À la tête du Reichsgau se trouvaient le Reichsstatthalter pour les affaires de l'État et le Gauleiter pour les affaires du parti. Comme c'est souvent le cas dans d'autres districts, les deux fonctions sont réunies chez une seule personne, Uiberreither.
Avec la campagne des Balkans au printemps 1941, la Basse-Styrie et certaines parties de la Haute-Carniole font partie du Troisième Reich. Uiberreither est nommé par Hitler chef de l'administration civile de la Basse-Styrie. Une politique rigoureuse de germanisation commence, Uiberreither annonce que les mesures nécessaires seront prises pour germaniser le pays. Après l'arrestation des dirigeants slovènes et la dissolution des clubs et organisations culturelles slovènes, des milliers de Slovènes sont réinstallés en Serbie, en Croatie et dans l'Ancien Empire. En outre, en mai 1941, 1 200 jeunes enseignants de Styrie sont affectés à travailler en Basse-Styrie et l'allemand est introduit comme langue d'enseignement dans environ 400 écoles à la place du slovène. À quelques exceptions près, les Slovènes ne sont plus autorisés à travailler comme enseignants. En outre, tous les documents slovènes de Basse-Styrie doivent être confisqués. La brutale politique de germanisation conduit rapidement à des contre-attaques slovènes telles que de la résistance passive, des sabotages, des vols et des attaques. Le régime nazi répond à ces réactions en tirant sur les prisonniers, dont les noms sont affichés dans tout le pays à titre dissuasif. Au fur et à mesure de la guerre, les partisans sont de plus en plus populaires et vers la fin de la guerre, l'activité de résistance, de plus en plus dominée par les communistes, s'étend même aux zones industrielles de Haute-Styrie.
Uiberreither est nommé commissaire à la défense du Reich pour la région de Styrie en 1942. En 1943, il est nommé SA Obergruppenführer. À partir de 1944, il dirige le Volkssturm en Styrie.
Malgré les bombardements alliés presque quotidiens à partir d'août 1943 et les destructions massives qu'ils provoquent, ainsi que les actions croissantes des mouvements de résistance, Uiberreither et le régime nazi réussissent à maintenir la production d'armes et l'approvisionnement alimentaire des Allemands jusqu'à la fin de la guerre. Le régime répond sans pitié à la résistance, au boycott des mesures ordonnées, au sabotage et à la désertion. La minorité germanophone de Basse-Styrie paie pour la politique barbare de germanisation du régime nazi après la guerre par son expulsion et son expropriation presque complètes, ses persécutions personnelles, son emprisonnement, sa torture et son assassinat, initiés par le régime de Tito arrivé au pouvoir.
Le 7 mai 1945, la veille de sa propre fuite de Graz, Uiberreither fait exécuter un groupe de six résistants au Feliferhof et des opposants politiques sont également assassinés dans la cour de la préfecture de police. Uiberreither confie l'affaire à son rival interne au parti, Armin Dadieu, un peu plus modéré. À midi, Dadieu démet de leurs fonctions tous les chefs de district et de groupes locaux du NSDAP en Styrie et ordonne que l'ordre Néron ne soit pas appliqué.

### Après-guerre
Uiberreither est arrêté par les Britanniques à Murau le 9 mai, interrogé et emmené à Nuremberg à la mi-octobre. Il témoigne devant le Tribunal militaire international. Il échappe à la menace d'extradition vers la Yougoslavie, qui, comme les autres Gauleiters ou officiers supérieurs de la SS ou de la Wehrmacht extradés vers la Yougoslavie, doit aboutir à une condamnation à mort. Après le procès de Nuremberg, il doit être amené à Ljubljana avec le Gauleiter carinthien Friedrich Rainer. Avec l'aide d'un des frères de Hartmann Lauterbacher, il s'échappe du camp de Dachau. D'après des informations non confirmées, il se serait enfui en Argentine. Selon d'autres informations, Uiberreither vivrait à Sindelfingen sous un autre nom.
Plusieurs procédures sont engagées contre lui devant le Volksgericht de Graz, notamment pour avoir ordonné des fusillades massives contre des combattants de la liberté au Feliferhof près de Graz et dans la caserne SS de Graz-Wetzelsdorf. Uiberreither ne comparaîtra jamais devant le tribunal.
Dans un article du mensuel Korso de Graz de juillet 2008, des témoins contemporains parlent, dont l'un avait travaillé avec Uiberreither dans la même entreprise vers 1954. Uiberreither adopte une nouvelle identité et a pour nouveau nom Friedrich Schönharting. Il travailla pour une entreprise de technologie du froid à Sindelfingen et, plus tard, il est employé par la Deutsche Bundesbahn. Le couple a quatre fils, le plus jeune est né à Sindelfingen. L'épouse d'Uiberreither apparaît sous son nouveau nom Käthe Schönharting dans un film sur son père Alfred Wegener diffusé par ARD le 31 décembre 2006.
Les dernières années de sa vie auraient été éclipsées par la maladie d'Alzheimer. Uiberreither meurt le 29 décembre 1984. Son urne est enterrée sous le nom de Friedrich Schönharting au Burghaldenfriedhof de Sindelfingen.